# 世田谷区立千歳中学校
世田谷区立千歳中学校（せたがやくりつ ちとせちゅうがっこう）は、東京都世田谷区千歳台六丁目にある公立中学校。

## 概要
教育目標
- 思いやりをもち、互いに認め合い、助け合う生徒の育成
- 深く考え、互いに学び合う生徒の育成
- 素直で、心身共に健康な生徒の育成

わたくしたちの目標
- 心身ともに健康で、情操豊かな人間になろう。
- 合理的な思考力、正しい判断力、たくましい実戦力、創造的な態度を身につけよう。
- 明朗で勤労を喜び、責任と秩序を重んじ、自主的に行動できる人間になろう。
- 公共物を大切にし、明るい清潔な環境を作ろう。
- 互いの人格を尊重し、協力し合って、すぐれた生徒集団を育てよう。

## 沿革
- 1947年4月1日 東京都立千歳中学校（現・芦花高校）内に教室を借用して、世田谷区立平和中学校が創立される。[1]
- 1947年5月3日 区立平和中学校開校式典を挙行。
- 1948年3月31日 平和中学校・塚戸中学校廃される。
- 1948年4月1日 平和中学校・旧塚戸中学校を合併し、世田谷区立千歳中学校を現在地に創設する。
- 1948年7月9日 落成式挙行。
- 1949年3月29日 第1回卒業式を挙行。
- 1973年3月6日 第1期鉄筋校舎が落成する（管理室10、普通教室14）。
- 1974年7月15日 第2期鉄筋校舎が落成する（特別教室10、普通教室8）。
- 1979年3月31日 第3期鉄筋校舎が落成する（普通教室6）。

## 部活動
（平成29年度）
体育系部
- バドミントン
- 野球
- サッカー
- バレーボール
- バスケットボール
- 水泳
- テニス
- 陸上競技
- ラグビー
- 卓球

文科系部
- 吹奏楽
- 美術
- 百人一首
- 科学
- 英語
- 文芸

## 出身者
- 安藤駿介（サッカー選手）
- 髙岸憲伸（サッカー選手）
- 吉川遼（ラグビー選手）
- 木梨憲武（お笑いタレント）
- 矢吹俊郎 (ミュージシャン、作曲家、編曲家、作詞家、音楽プロデューサー、木梨憲武とは同級生)
- 坂本美雨（ミュージシャン）
- 若旦那（湘南乃風）
- 坂本龍一（作曲家）
- 塩崎恭久（自民党衆議院議員）
- うじきつよし（ミュージシャン、俳優）
- 辺見えみり（女優）
- 酒井法子（女優、歌手）
- 村上幸平（俳優）
- 中田あすみ（タレント）
- 芦田太郎（テレビ朝日の演出家、プロデューサー）